# Vitale Venzi
Vitale Emilio Venzi, född 14 december 1903 i Ponte in Valtellina, Lombardiet, död 16 juli 1944 i Treviglio, Lombardiet, var en italiensk längdåkare. Han var med i de Olympiska vinterspelen 1928 i Sankt Moritz och kom på 35:e plats på 18 kilometer. Vitale tävlade även i backhoppning där han kom på 13:e plats och i nordisk kombination där han kom på 20:e plats.